# 오시모 조약
오시모 조약(Treaty of Osimo)은 1975년 11월 10일 이탈리아 오시모에서 이탈리아와 유고슬라비아가 서명하여 트리에스테 자유 지구를 두 국가, 즉 북서쪽으로 좁은 해안 지대가 있는 항구 도시 트리에스테(A 구역)로 나누는 것이었다. A 구역은 이탈리아에, 이스트리아 반도의 북서부 일부(B 구역)는 유고슬라비아에 주어졌다.
조약의 정식 명칭은 1947년 2월 10일 평화 조약에 명시되지 않은 부분에 대한 국경 경계 획정 조약이다. 조약은 프랑스어로 작성되었으며 1977년 10월 11일 발효되었다. 이탈리아 정부의 경우 조약은 외무부 장관 마리아노 루머(Mariano Rumor)가 서명했다. 유고슬라비아의 경우 연방 외무장관 밀로시 미니치가 이 조약에 서명했다.